# コロシアム・ファースト・アルバム
『コロシアム・ファースト・アルバム』（原題：Those Who Are About to Die Salute You）は、イギリスのプログレッシブ・ロック・バンド、コロシアムが1969年に発表した初のスタジオ・アルバム。

## 背景
コロシアムは結成当初、ジェイムス・リザーランドとジム・ローチェのツイン・ギター編成だったが、ローチェはバンド初のレコーディングとなった「Backwater Blues」（レッドベリーのカヴァー）だけで脱退し、最終的にはリザーランドが単独でギターを担当するようになった。
「Walking in the Park」はグレアム・ボンド・オーガニゼーションのアルバム『There's a Bond Between Us』（1965年）からの曲のカヴァーで、ディック・ヘクストール＝スミスはオリジナル・ヴァージョンのレコーディングにも参加している。「Debut」はコロシアムが最初に作った曲で、トニー・リーヴスによれば、ベース・ラインはミック・テイラー（コロシアム結成前のヘクストール＝スミス、リーヴス、ジョン・ハイズマンと共にブルース・ブレイカーズで活動していた）の弾いていたギター・フレーズを少し変えたものだという。「Mandarin」は日本の音階を元に作られた曲である。

## 反響・評価
本作は1969年5月17日付の全英アルバムチャートで15位を記録した。Mike DeGagneはオールミュージックにおいて5点満点中3点を付け「当時のジャズ／フュージョン・バンドと違うサウンドを生み出しているのみならず、いとも簡単に型破りな要素をまとめ上げ、味わい深く極めて意義深い音楽的路線に結実させている」と評している。

## 収録曲
特記なき楽曲はメンバー5人の共作。3. 4. 5. 8.はインストゥルメンタル。
1. ウォーキング・イン・ザ・パーク - "Walking in the Park" (Graham Bond) – 3:57
2. プレンティー・ハード・ラック - "Plenty Hard Luck" – 4:29
3. マンダリン - "Mandarin" (Tony Reeves, Dave Greenslade) – 4:26
4. デビュー - "Debut" – 6:22
5. ビーウェア・ザ・アイデス・オブ・マーチ - "Beware the Ides of March" – 5:39
6. ザ・ロード・シー・ウォークド・ビフォー - "The Road She Walked Before" (Dick Heckstall-Smith) – 2:45
7. バックウォーター・ブルース - "Backwater Blues" (Leadbelly) – 7:40
8. ゾーズ・アバウト・トゥ・ダイ - "Those About to Die" – 4:52

### アメリカ盤LP
ダンヒル・レコードから発売されたアメリカ盤LP(DS-50062)は、本作からの4曲と次作『ヴァレンタイン組曲』（1969年）からの「The Kettle」及び「Valentyne Suite」を含む内容で、ジャケット・デザインもイギリス盤と異なる。

#### サイド1
1. "The Kettle" (D. Heckstall-Smith, Jon Hiseman) – 4:19
2. "Plenty Hard Luck" – 4:20
3. "Debut" – 5:13
4. "Those About to Die" – 4:47

#### サイド2
1. "Valentyne Suite" (D. Greenslade, J. Hiseman, D. Heckstall-Smith) – 15:18
2. "Walking in the Park" (G. Bond) – 3:49

## 参加ミュージシャン
- ジェイムス・リザーランド - リード・ボーカル、ギター
- ディック・ヘクストール＝スミス - サックス
- デイヴ・グリーンスレイド - オルガン、ボーカル
- トニー・リーヴス - ベース
- ジョン・ハイズマン - ドラムス

アディショナル・ミュージシャン
- ヘンリー・ロウサー - トランペット (on "Walking in the Park")[4]
- ジム・ローチェ - ギター (on "Backwater Blues")[4]